# Tactusa artus
Tactusa artus là một loài bướm đêm thuộc họ Erebidae. Nó được tìm thấy ở tây bắc Thái Lan.
Sải cánh dài khoảng 12 mm. 